# Action Heroine Cheer Fruits
Action Heroine Cheer Fruits (アクションヒロイン チアフルーツ?, Akushon Hiroin Chia Furūtsu) è una serie televisiva anime prodotta da Diomedéa e diretta da Keizō Kusakawa, trasmessa in Giappone dal 6 luglio al 28 settembre 2017. Un adattamento manga ha avuto inizio sul Young Champion Retsu di Akita Shoten il 20 giugno 2017.

## Personaggi
Misaki Shirogane (城ヶ根 御前?, Shirogane Misaki)
Doppiata da: Mao Ichimichi
An Akagi (赤来 杏?, Akagi An)
Doppiata da: Miku Itō
Roko Kuroki (黒酒 路子?, Kuroki Roko)
Doppiata da: Rie Murakawa
Mikan Kise (黄瀬 美甘?, Kise Mikan)
Doppiata da: Erii Yamazaki
Mana Midorikawa (緑川末那?, Midorikawa Mana)
Doppiata da: Yūki Hirose
Genki Aoyama (青山元気?, Aoyama Genki)
Doppiata da: Haruka Ishida
Yūki Aoyama (青山勇気?, Aoyama Yūki)
Doppiata da: Haruka Ishida
Hatsuri Momoi (桃井はつり?, Momoi Hatsuri)
Doppiata da: Moe Toyota
Kanon Shimura (紫村果音?, Shimura Kanon)
Doppiata da: Haruka Shiraishi

## Media

### Manga
Un adattamento manga di Azuse ha iniziato la serializzazione sulla rivista Young Champion Retsu di Akita Shoten il 20 giugno 2017.

### Anime
Annunciata il 22 gennaio 2017 da TBS, la serie televisiva anime, scritta sotto la supervisione di Naruhisa Arakawa e prodotta da Diomedéa per la regia di Keizō Kusakawa, è andata in onda dal 6 luglio al 28 settembre 2017. Il character design è stato sviluppato da Naomi Ide, mentre la colonna sonora è stata prodotta da Nippon Columbia. Le sigle di apertura e chiusura sono rispettivamente Jōnetsu Fruits (情熱☆フルーツ?, Jōnetsu Furūtsu) e Hi no ataru basho (陽の当たる場所?), entrambe interpretate dal gruppo Tokimeki Kanshasai (formato da Mao Ichimichi, Rie Murakawa, Erii Yamazaki, Yūki Hirose e Haruka Ishida), ad eccezione dell'episodio uno in cui la sigla di apertura è Chō tenkai kami daiō (超天界カミダイオー?) di Mai Fuchigami. In America del Nord i diritti sono stati acquistati da Sentai Filmworks, e in varie parti del mondo gli episodi sono stati trasmessi in streaming in simulcast da HIDIVE.

#### Episodi
| Nº | Titolo italiano (traduzione letterale) Giapponese 「Kanji」 - Rōmaji | In onda           | In onda |
| Nº | Titolo italiano (traduzione letterale) Giapponese 「Kanji」 - Rōmaji | Giapponese        |         |
| 1  | Un super paradiso all'improvviso! 「いきなり超天界！」 - Ikinari chō tenkai!                                                                                             | 6 luglio 2017     |         |
| 2  | Le "persone del posto" normali possono provare a fare l'eroina 「普通の【ろこ】がヒロインやってみてもいいんだけど」 - Futsū no "roko" ga hiroin yatte mite mo iin dakedo | 13 luglio 2017    |         |
| 3  | Una Kanon con tanto tempo libero 「大暇人カノン」 - Dai himajin Kanon | 20 luglio 2017    |         |
| 4  | Un'eroina d'azione che comincia da zero 「ゼロから始めるアクションヒロイン」 - Zero kara hajimeru akushon hiroin                                                         | 27 luglio 2017    |         |
| 5  | Project Blue~ 「ぷろじぇくと・ぶる～」 - Purojekuto Buru~ | 3 agosto 2017     |         |
| 6  | Hatsuri, l'angelo delle esplosioni 「爆発天使はつりちゃん」 - Bakuhatsu tenshi Hatsuri-chan                                                                              | 17 agosto 2017    |         |
| 7  | Metticela tutta!! Mikapyon 「がんばれ！！ミカピョン」 - Ganbare!! Mikapyon                                                                                               | 24 agosto 2017    |         |
| 8  | La sorella minore di Aoyama dice che inizierà a dirigere 「青山妹、演出はじめるってよ」 - Aoyama imōto, enshutsu hajimeru tte yo                                         | 31 agosto 2017    |         |
| 9  | Silver Serious 「白銀の本気～Silver Serious～」 - Gin no maji: Silver Serious                                                                                            | 7 settembre 2017  |         |
| 10 | Addio cavaliere senza speranza 「さよなら絶望戦士」 - Sayonara zetsubō senshi                                                                                            | 14 settembre 2017 |         |
| 11 | La malinconia di Misaki Shirogane 「城ヶ根御前の憂鬱」 - Shirogane Misaki no yūutsu                                                                                      | 21 settembre 2017 |         |
| 12 | Passione - Frutta 「情熱☆フルーツ」 - Jōnetsu - Furūtsu | 28 settembre 2017 |         |